# 城東高等學校
城東高等學校（：／ Seongdong Godeung Hakgyo）是大韩民国首爾特別市中區新堂洞的公立高等學校。

## 歷史
1906年2月，「皇城基督教青年會學館」設立。1912年12月，改為「朝鮮中央基督教青年學館」。1939年，更名為「京城英彰學校」。1949年，城東公立中學校在第三公立女子中學校校址設立，即現校址。1951年1月，在大田市開設臨時校。同年5月，在釜山市開設避難校。同年9月，隨學制改編分離出城東高等學校與新堂中學校。1953年，大田市與釜山市的臨時校關閉並遷回首爾特別市。1968年，分離成為城東中學校與城東高等學校。2010年，獲指定為自律型公立校（1期）。2015年，獲指定為自律型公立校（2期）。2020年，獲指定為自律型公立校（3期）。

## 外部連結
- 官方网站